# Hl. Familie (Rodewald)

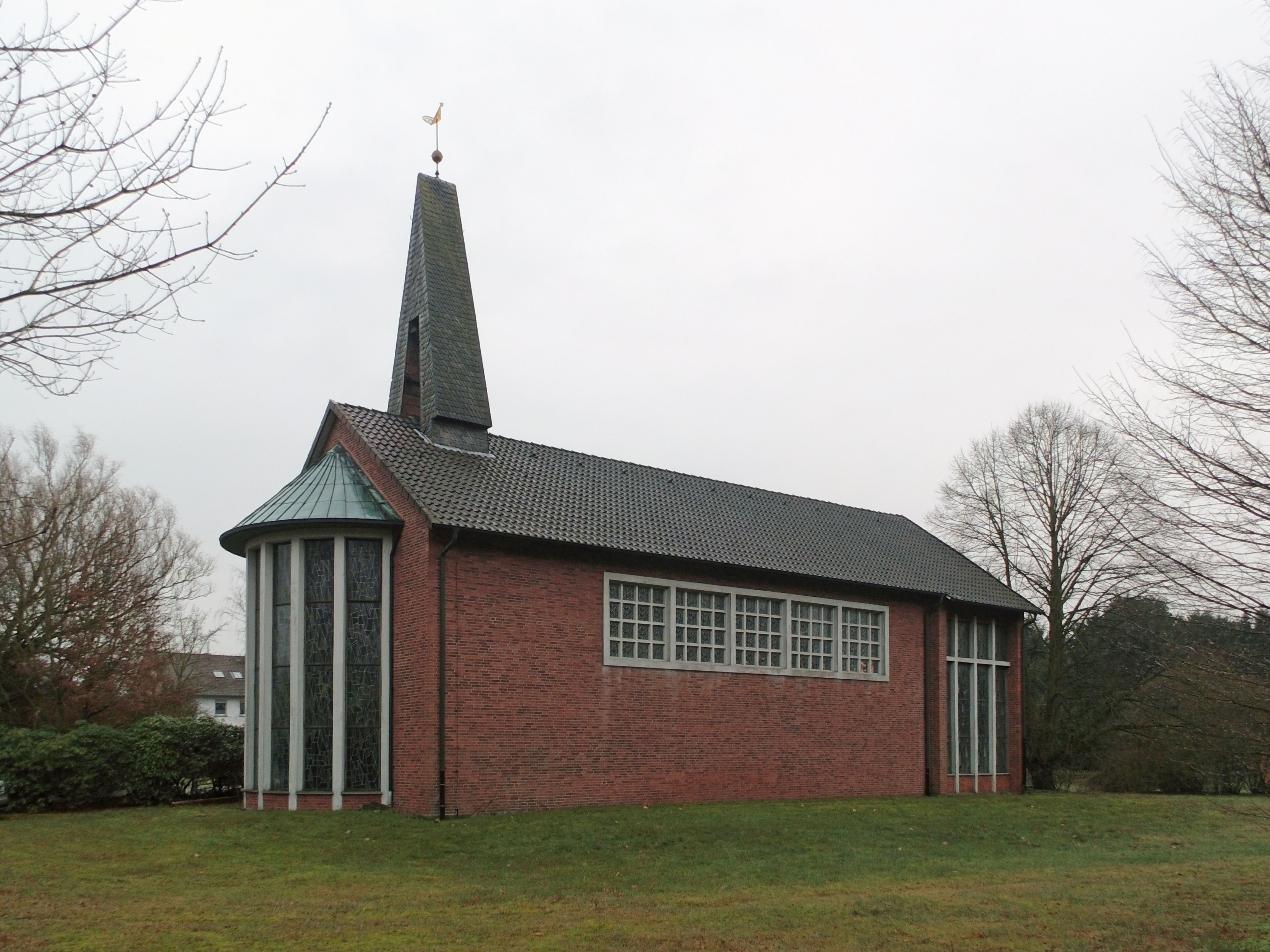
Außenansicht

Heilige Familie war die katholische Kirche in Rodewald, einer Gemeinde im Landkreis Nienburg/Weser in Niedersachsen. Sie war zuletzt eine Filialkirche der Pfarrgemeinde St. Bernward mit Sitz in Nienburg im Bistum Hildesheim. Die nach der Heiligen Familie benannte Kirche befand sich im nördlichen Ortsbereich von Rodewald und war die nördlichste Kirche im Dekanat Hannover. Der Weg, an dem sich die Kirche befand, ist nach dem Gründer und langjährigen Pfarrer der Gemeinde, Georg Wengler, benannt.

## Geschichte
In Folge des Zweiten Weltkriegs siedelten sich auch im seit der Reformation evangelischen Gebiet um Rodewald katholische Flüchtlinge und Heimatvertriebene, vorwiegend aus Schlesien, an.
1961 erfolgte die Grundsteinlegung der Kirche, am 30. September 1962 folgte ihre Konsekration. 1962 wurde auch das benachbarte katholische Seniorenzentrum „Heilige Familie“ eröffnet, es befindet sich heute in evangelischer Trägerschaft. Ebenfalls 1961/62 wurde auch das angrenzende Pfarrheim erbaut.
Vom 1. November 2006 an gehörte die Kirche zur Pfarrgemeinde St. Bernward in Nienburg, zuvor gehörte sie als Filialgemeinde zur Pfarrgemeinde Unbeflecktes Herz Mariä in Mandelsloh. Die Dekanatszugehörigkeit der Kirche wechselte am 1. Mai 2007 vom Dekanat Hannover-Nord/West zum damals neu gegründeten Dekanat Hannover.
Auf Grund zurückgehender Finanzmittel, aber auch der geringer werdenden Zahl von Priestern und Kirchenbesuchern, erfolgte 2009 im Bistum Hildesheim eine Einstufung aller Kirchen nach ihrer künftigen Notwendigkeit. Damals wurde die Rodewalder Kirche als „für die pastorale Entwicklung nicht unbedingt notwendig“ angesehen. Jedoch bestand damals noch kein Anlass, ihre Profanierung vorzusehen. Auf Grund des inzwischen bestehenden Sanierungsbedarfes hat Bischof Norbert Trelle am 6. November 2014 ein Dekret zur Profanierung der Kirche ausgestellt. Am 18. Januar 2015 wurde die Kirche durch Generalvikar Werner Schreer profaniert. Das Kirchengebäude wurde verkauft und soll zu einem Wohnhaus umgebaut werden. In Rodewald finden weiterhin katholische Gottesdienste statt, in der evangelischen St.-Johannis-Kirche oder in der Hauskapelle des Seniorenzentrums.

## Architektur und Ausstattung
Die in rund 25 Meter Höhe über dem Meeresspiegel gelegene Kirche wurde nach Plänen von Josef Fehlig erbaut, ausgeführt als Langhausbau mit Dachreiter. Im Dachreiter, der von einem Wetterhahn gekrönt wurde, hingen zwei Glocken. Sie wurden am 8. April 2015 ausgebaut und läuten seit dem 2. Oktober 2016 in der evangelischen Dorfkirche in Jühnsdorf (Brandenburg). Das Mosaik über der Eingangstür zeigte die Heilige Familie auf der Flucht nach Ägypten.
Das Kirchengestühl bot 108 Sitzplätze. An der Rückwand des Altarraums zeigte ein Relief Jesus mit den Emmausjüngern, an den Seitenwänden hingen 15 Kreuzwegstationen. Unter der Orgelempore befanden sich das Taufbecken und ein Beichtstuhl. Der Gemeindegesang wurde von einer elektronischen Orgel begleitet.
Südlich an die Kirche angebaut waren die zum Kirchenschiff hin offene Marienkapelle und der Gemeindesaal. In der Marienkapelle hatte eine Herz-Mariä-Statue ihren Platz. Eine weitere Statue zeigte den heiligen Josef mit dem Jesuskind, sowie als Attribut für seinen Beruf als Zimmermann eine Axt in seiner linken Hand. Auch Opferkerzen konnten in der Marienkapelle aufgestellt werden.

## Bilder (2015)

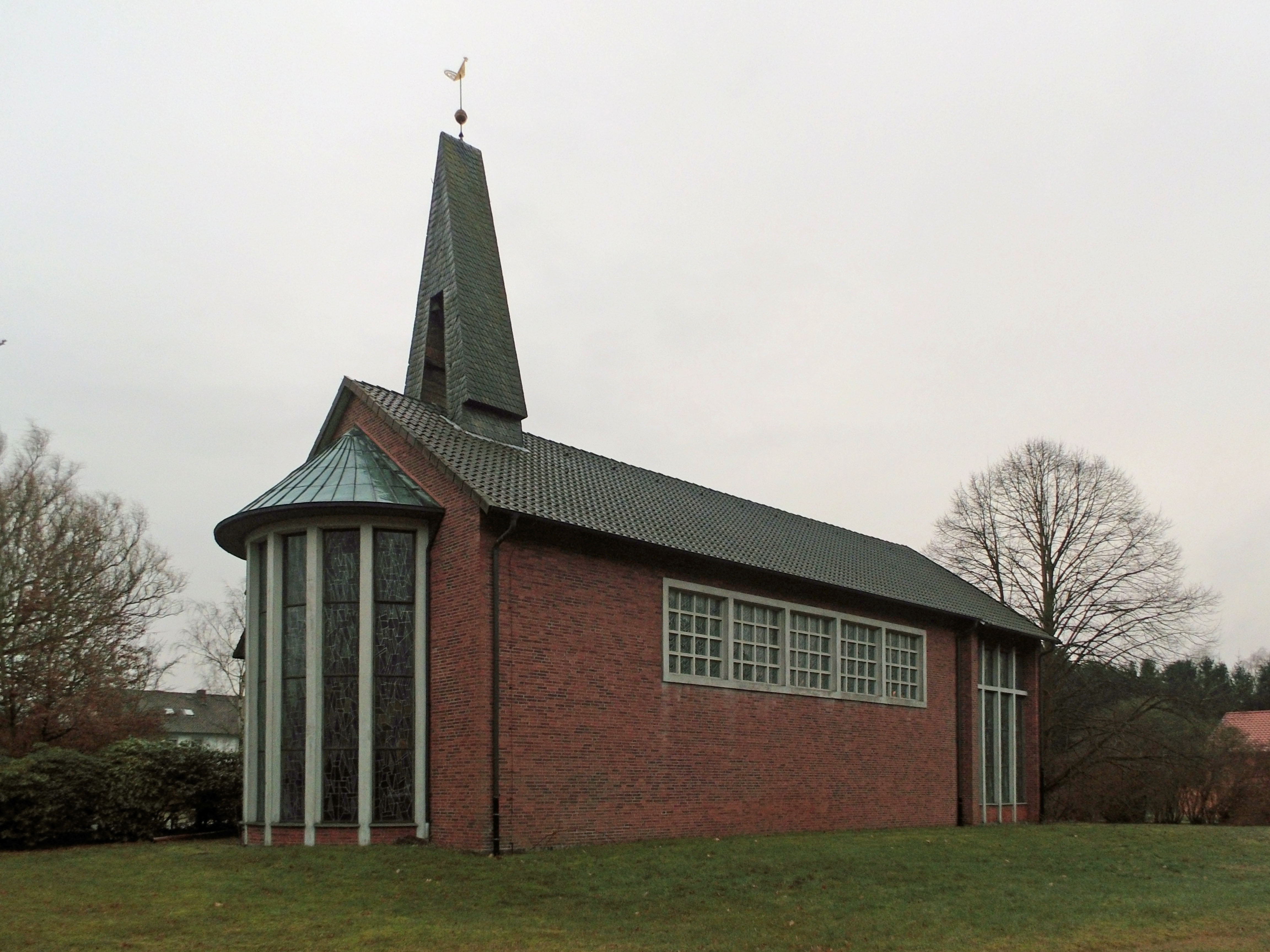
Nordostansicht
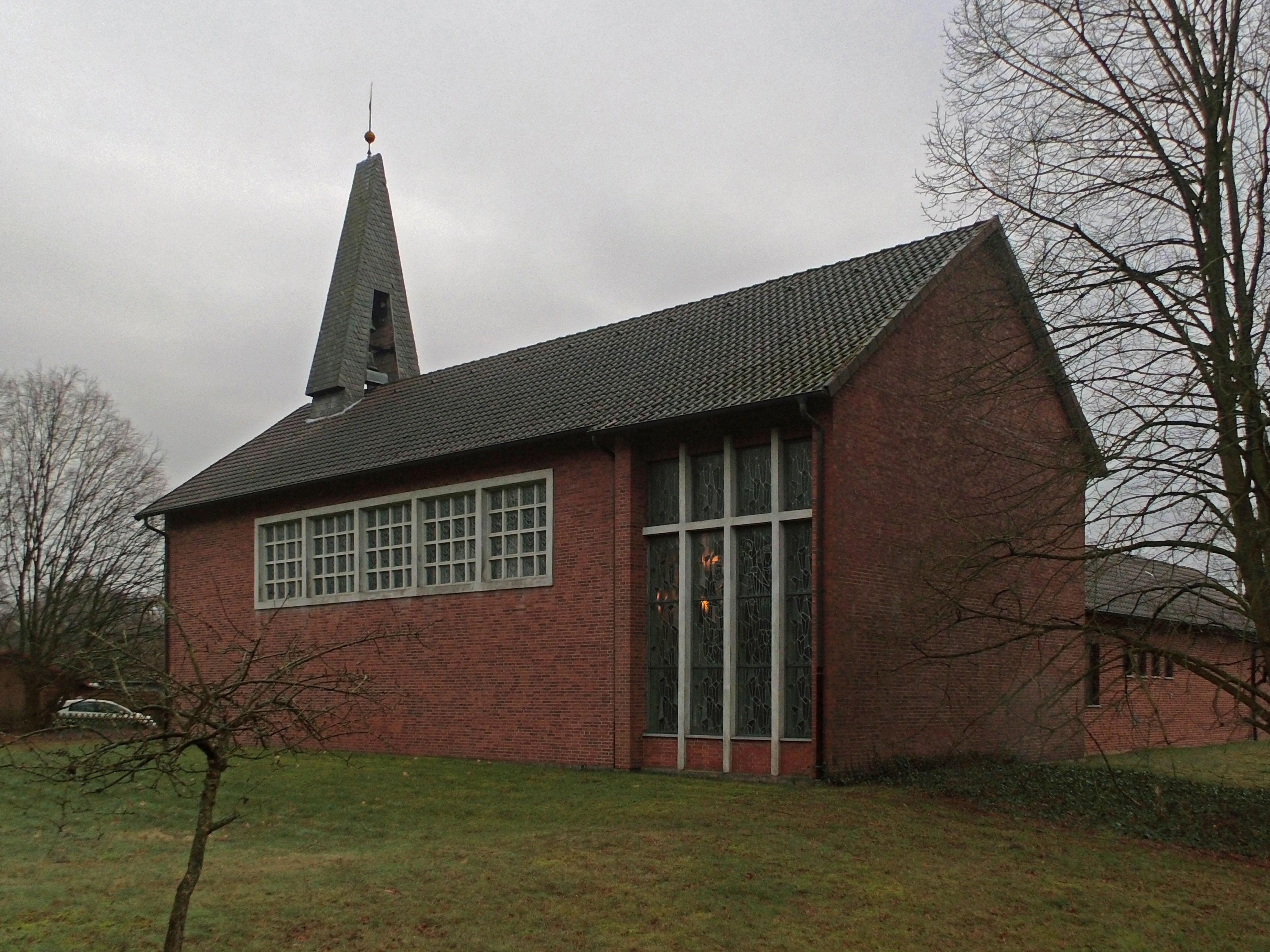
Nordwestansicht
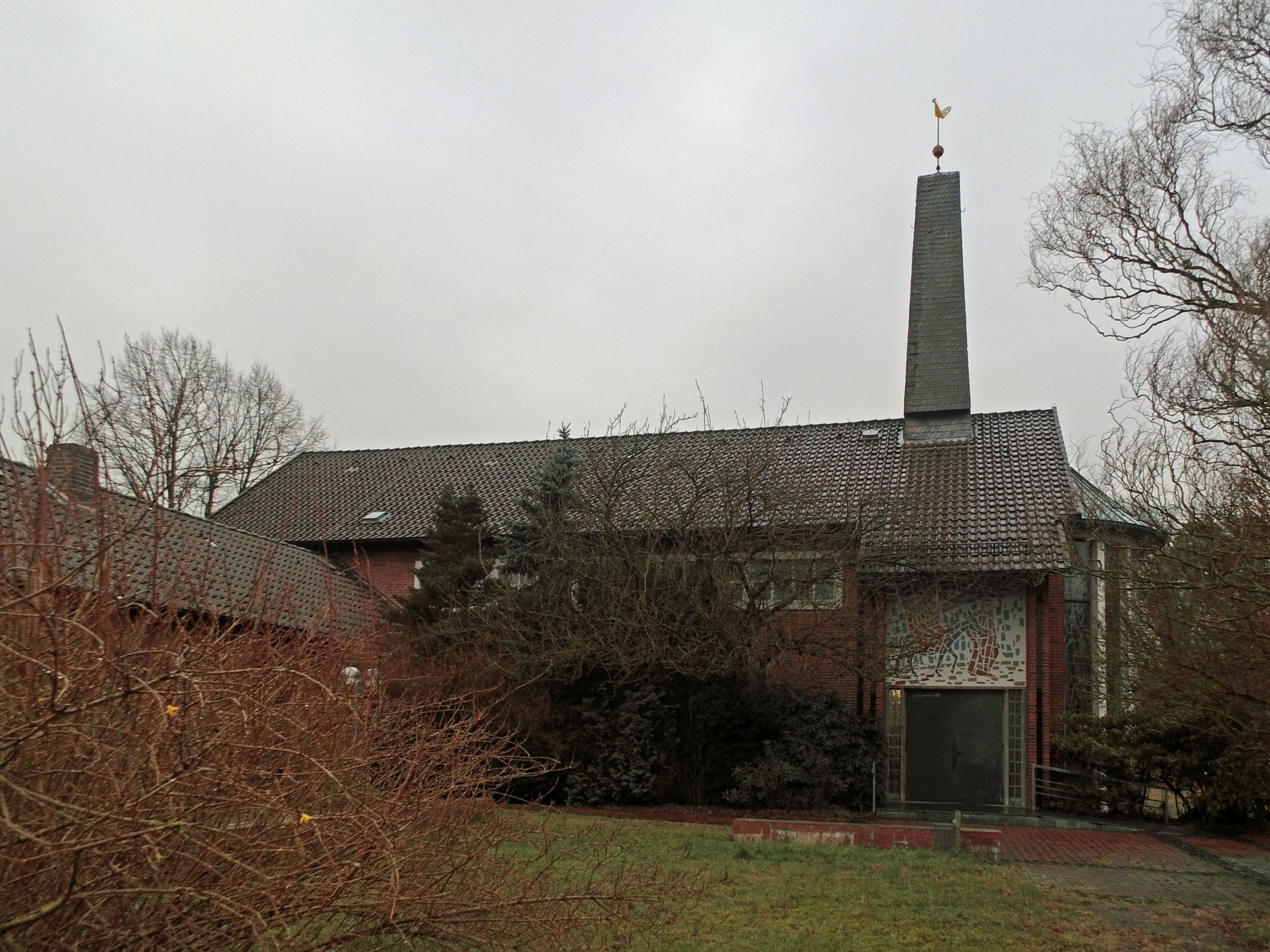
Südostansicht
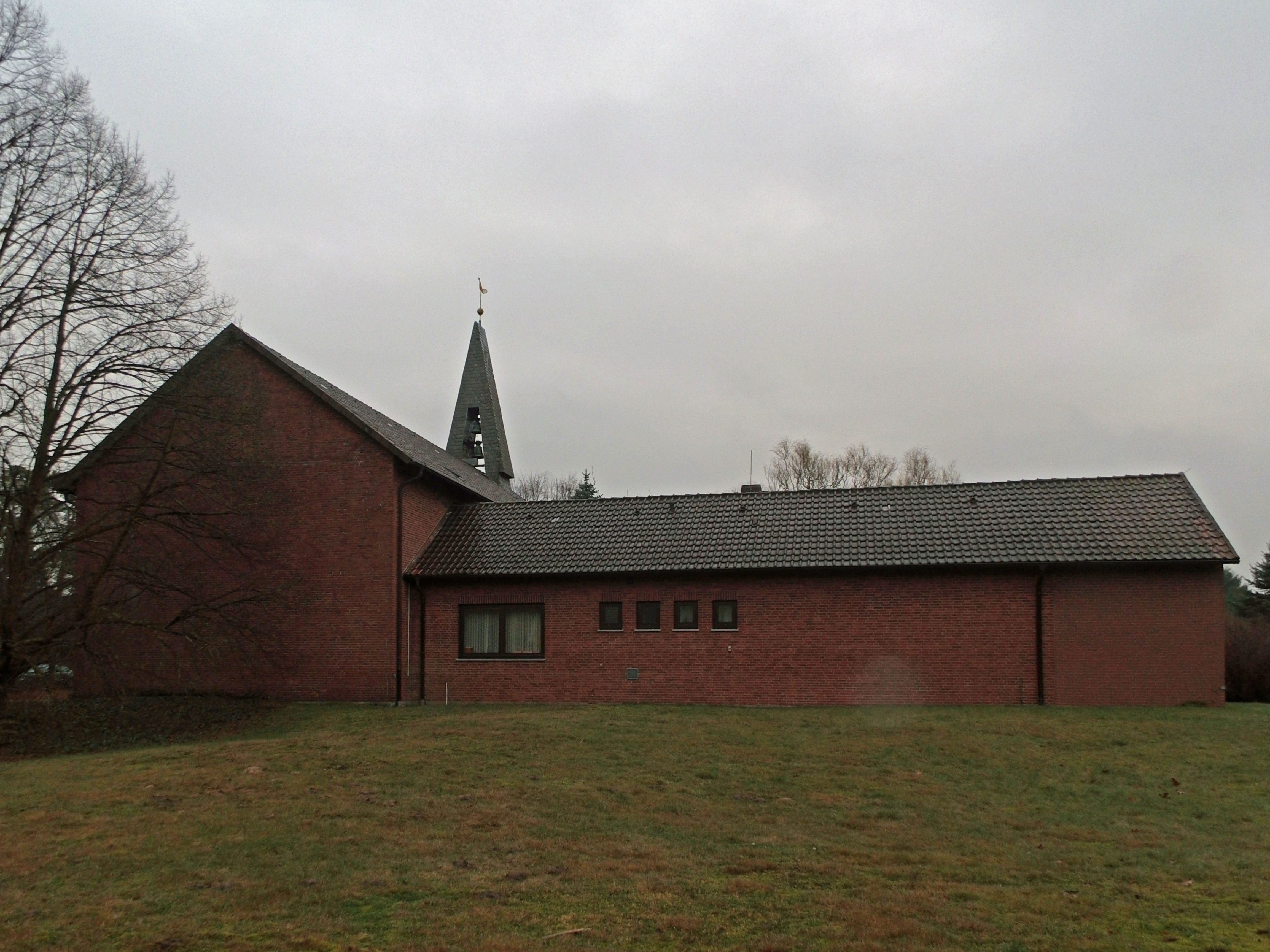
Südwestansicht
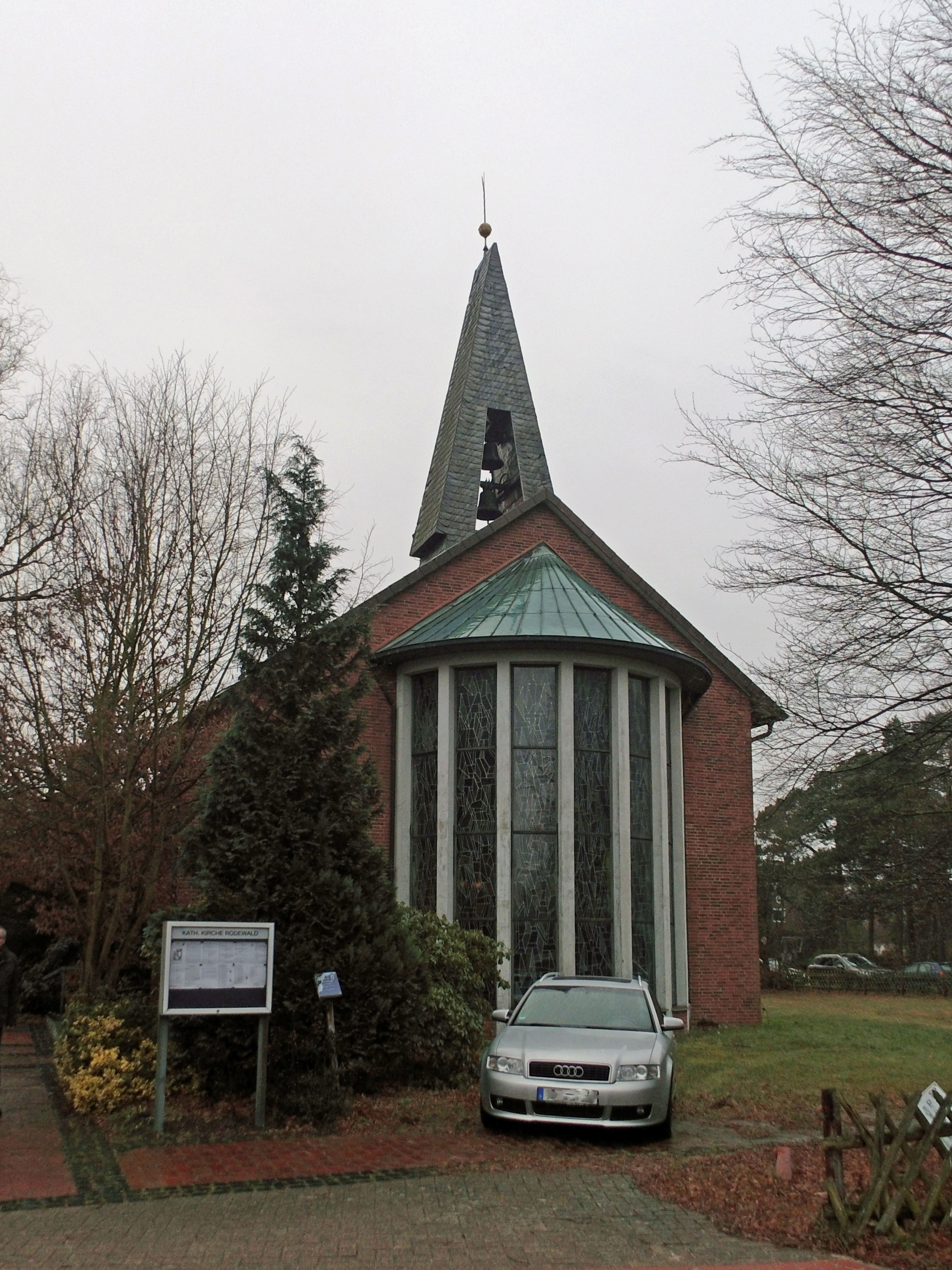
Ostansicht
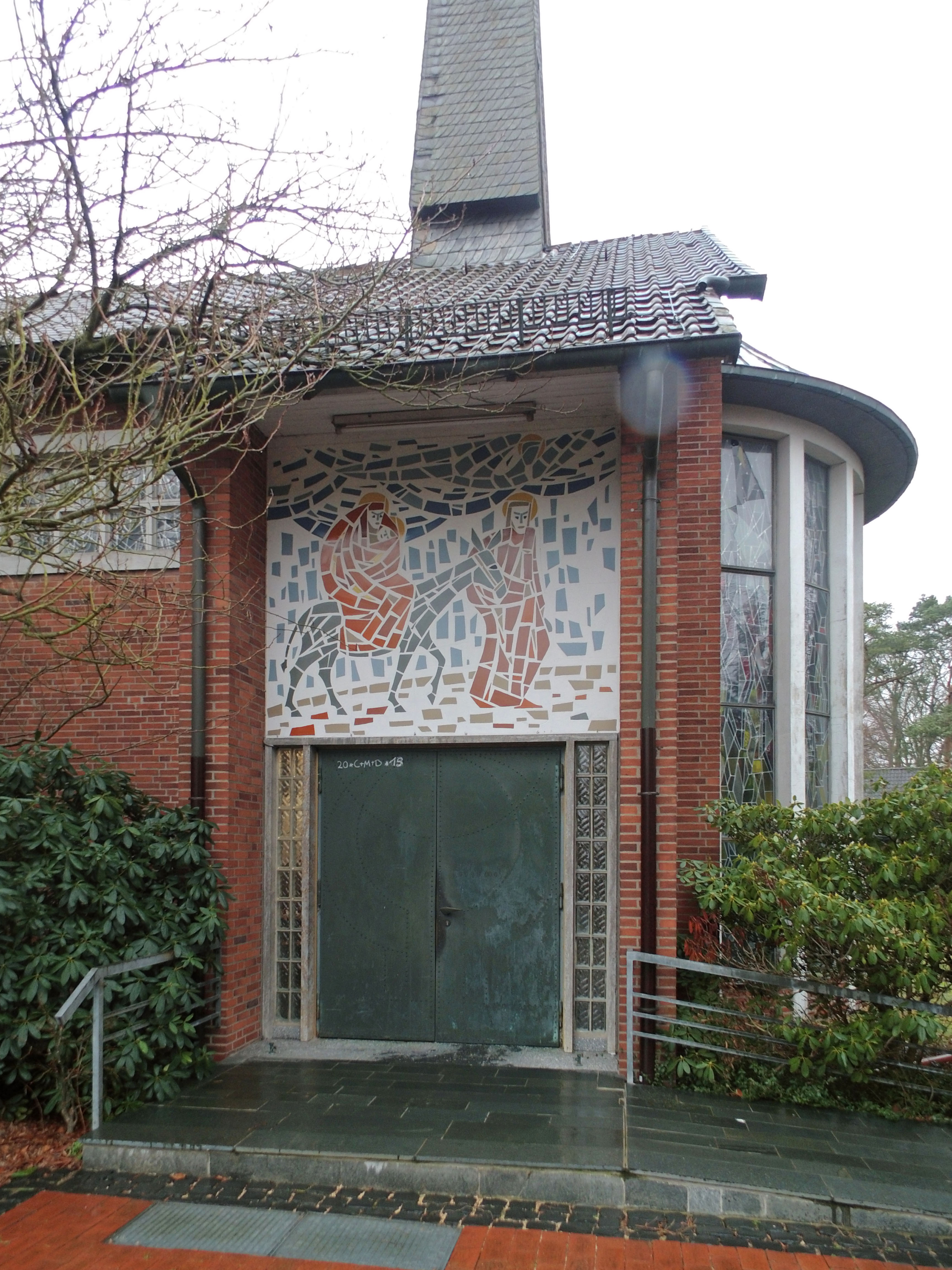
Haupteingang
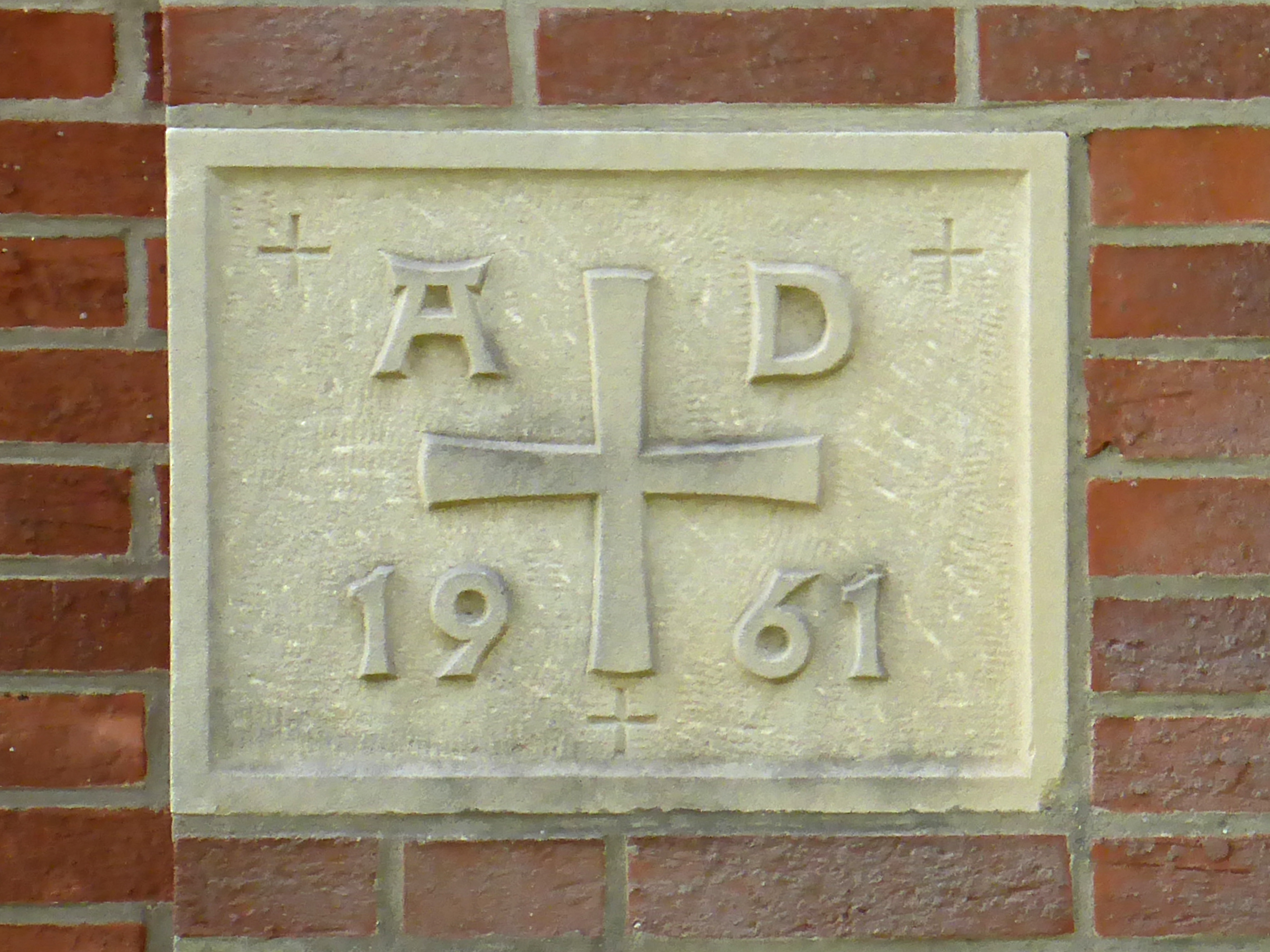
Grundstein
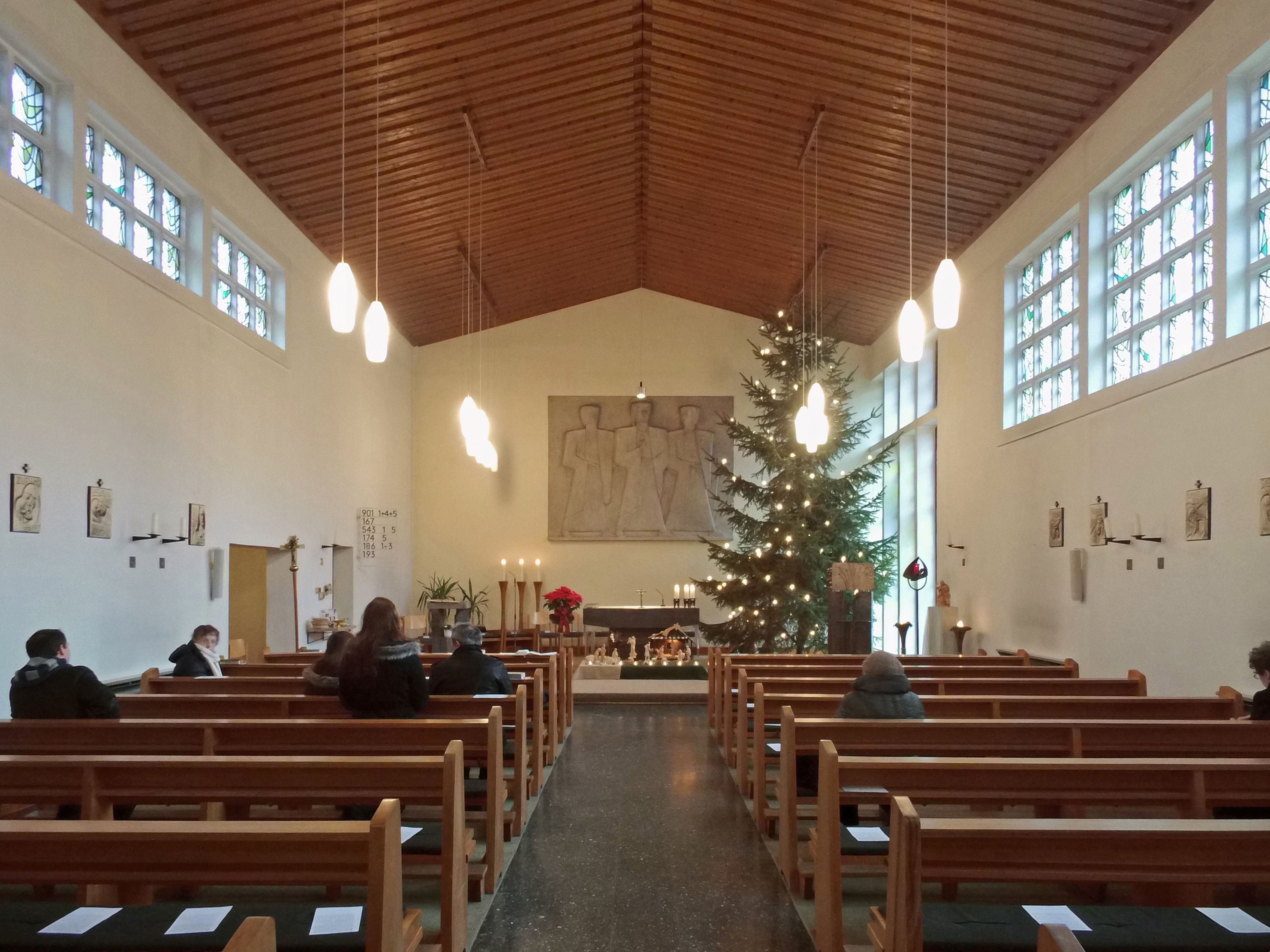
Innenansicht
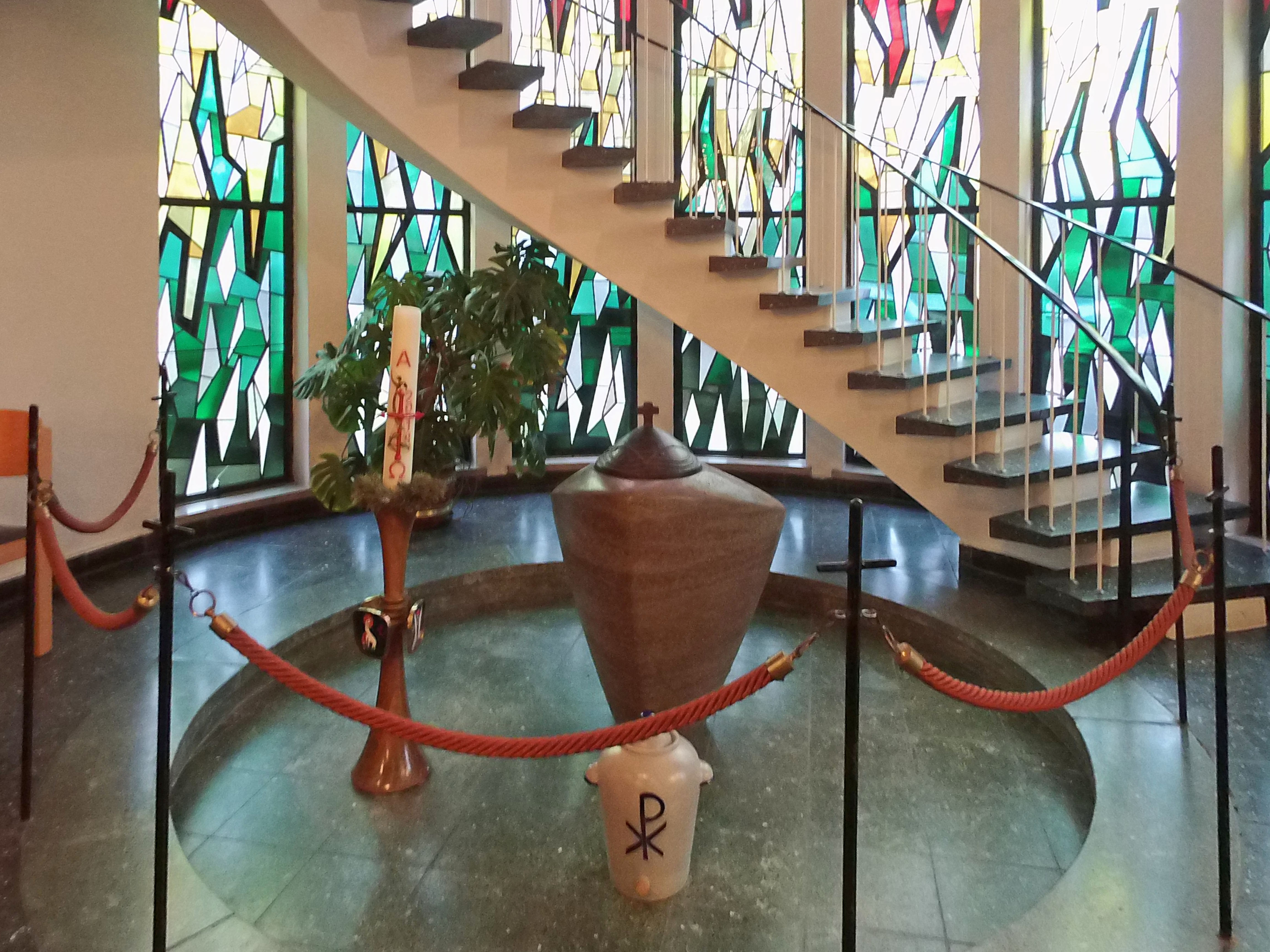
Taufbecken
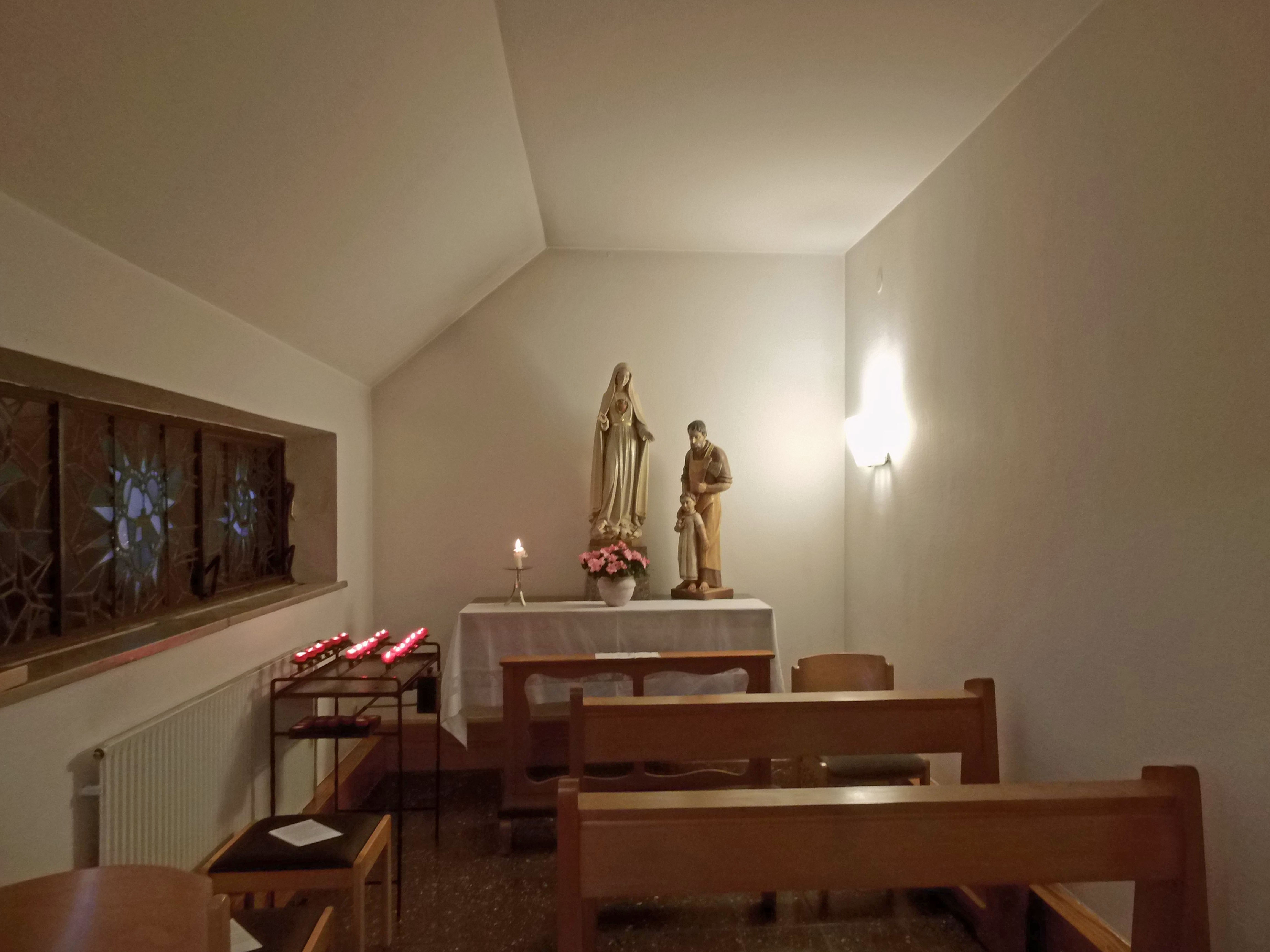
Marienkapelle
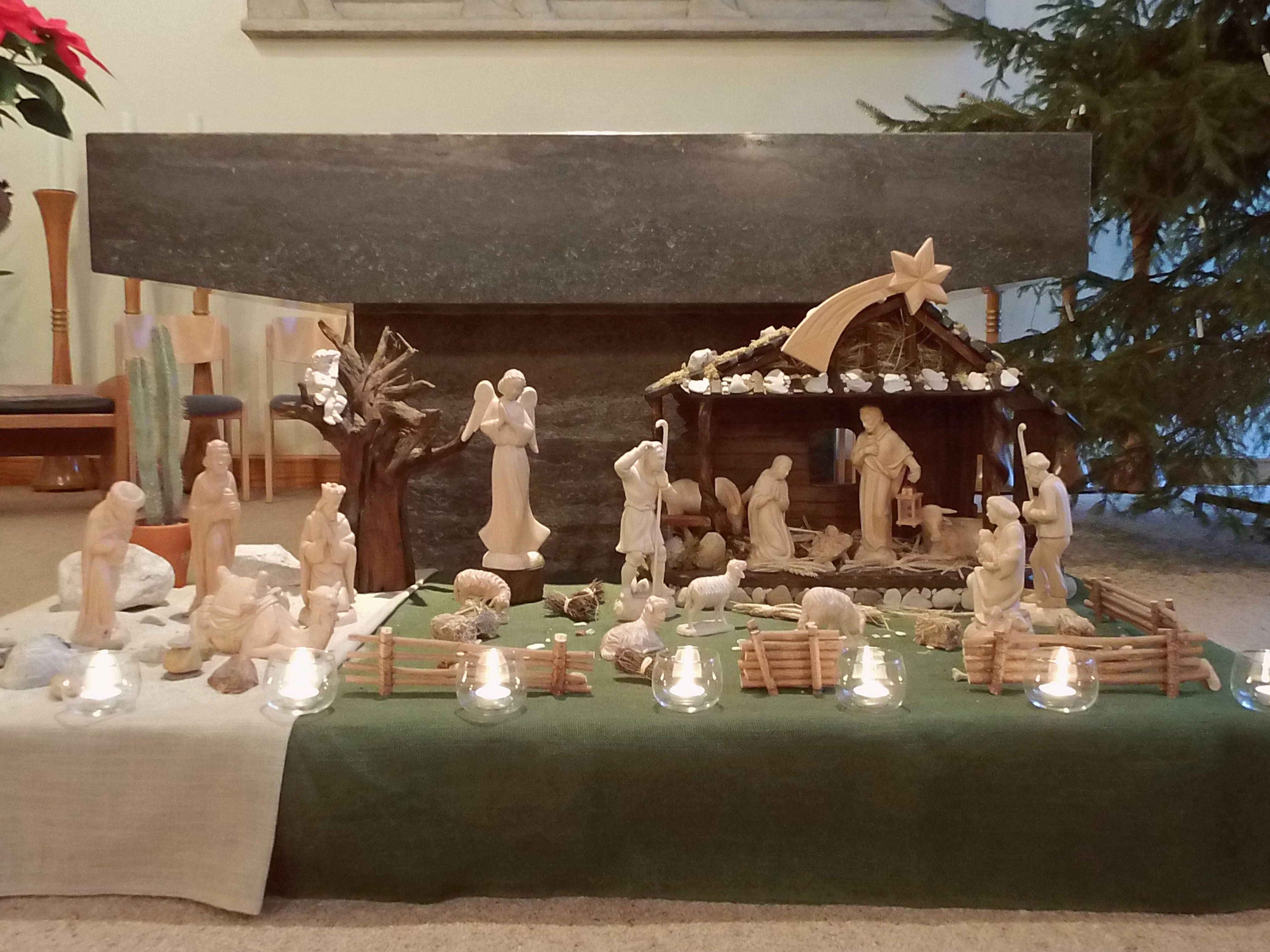
Weihnachtskrippe